# 2-й військовий округ (Третій Рейх)

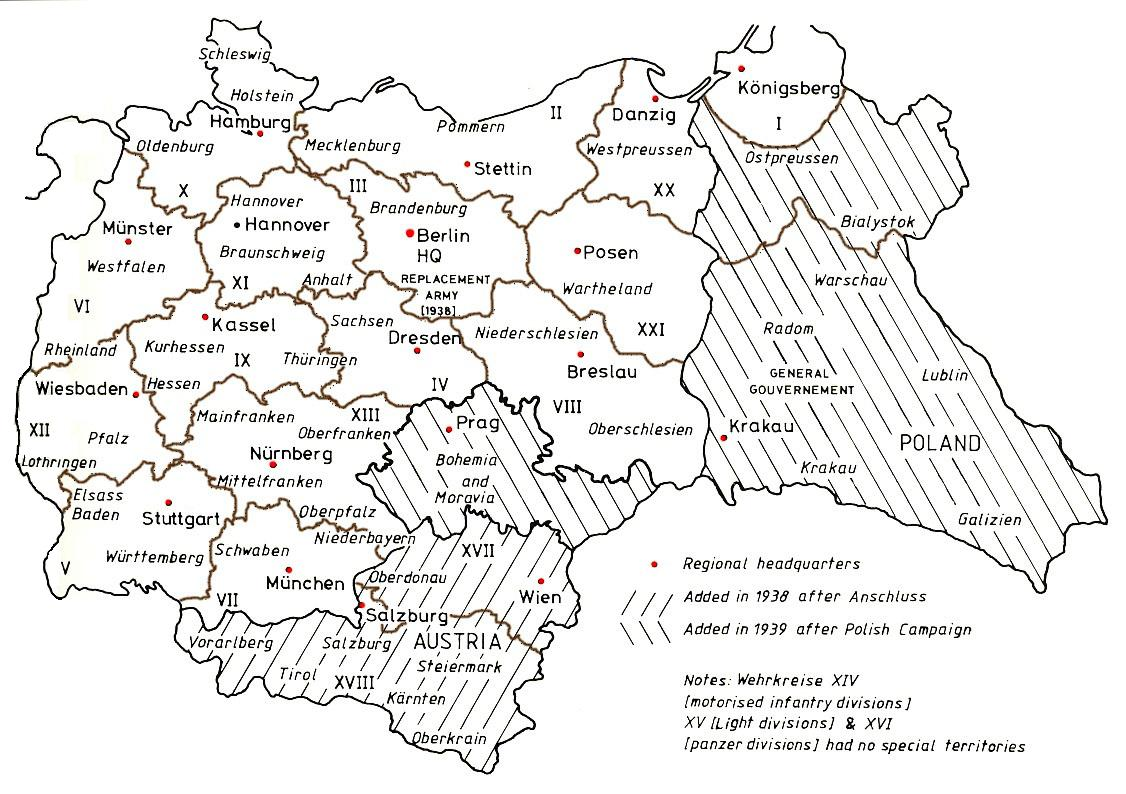
Карта військово-адміністративного розподілу Третього Рейху на 1944 рік

2-й військовий округ (нім. Wehrkreis II) — одиниця військово-адміністративного поділу Збройних сил Німеччини за часів Веймарської республіки та Третього Рейху.

## Командування
Командувачі

#### Рейхсвер
- генерал-лейтенант Роберт фон Бернут (нім. Robert von Bernuth) (30 вересня 1919 — 20 березня 1920);
- генерал від інфантерії Ріхард фон Берендт (нім. Richard von Berendt) (20 березня — 6 серпня 1920);
- генерал від інфантерії Еріх Вебер (нім. Erich Weber) (6 серпня 1920 — 16 вересня 1921);
- генерал від інфантерії барон Ганс фон Гаммерштайн-Гесмольд (нім. Hans Freiherr von Hammerstein-Gesmold) (16 вересня 1921 — 1 лютого 1923);
- генерал від інфантерії Еріх фон Чішвіц (нім. Erich von Tschischwitz) (1 лютого 1923 — 1 лютого 1927);
- генерал від інфантерії Йоахім фон Амсберг (нім. Joachim von Amsberg) (1 лютого 1927 — 30 вересня 1929);
- генерал від інфантерії Рудольф Шнівіндт (нім. Rudolf Schniewindt) (1 жовтня 1929 — 30 вересня 1931);
- генерал-лейтенант Федор фон Бок (нім. Fedor von Bock) (1 жовтня 1931 — 1 квітня 1935).

#### Вермахт
- генерал від інфантерії Йоганес Бласковіц (нім. Johannes Blakowitz) (1 квітня 1935 — 10 листопада 1938);
- генерал від інфантерії Адольф Штраусc (нім. Adolf Strauß) (10 листопада 1938 — 26 серпня 1939);
- генерал від інфантерії Ганс Файге (нім. Hans Feige) (26 серпня 1939 — 14 травня 1940);
- генерал артилерії Макс Ференбах (нім. Max Föhrenbach) (14 травня 1940 — 30 квітня 1942);
- генерал від інфантерії Вернер Кініц (нім. Werner Kienitz) (30 квітня 1942 — 1 січня 1945);
- генерал кавалерії Вальтер Бремер (нім. Walter Brämer) (1 січня — 1 лютого 1945);
- генерал від інфантерії Вальтер Гернляйн (нім. Walter Hörnlein) (1 лютого — 15 квітня 1945);
- генерал кавалерії Вальтер Бремер (15 квітня — 8 травня 1945).